# ホドリゴ・クーニャ・ペレイラ・ジ・ピーニョ
ホドリゴ・ピーニョ（Rodrigo Pinho）ことホドリゴ・クーニャ・ペレイラ・ジ・ピーニョ（ポルトガル語: Rodrigo Cunha Pereira de Pinho、1991年5月30日 - ）は、ブラジルとドイツのサッカー選手。コリチーバFC所属。ポジションはFW。

## クラブ歴
父のナンドがハンブルガーSVに在籍していた時に生まれたため、ドイツ生まれ。ブラジルに戻ってバングーACの下部組織に所属した。トップチームデビューしたものの、すぐに膝に大怪我を負い6ヶ月の離脱となった。2013年にADカボフリエンセ に年末までの期限付き移籍をしたが、9月にバングーに呼び戻された。2014年4月30日に同年末までの契約でマドゥレイラECに期限付き移籍。年末にバングーとの契約を更新せず、マドゥレイラに完全移籍した。
2015年にカンピオナート・カリオカで得点ランキング2位になり、同年6月4日に4年契約でSCブラガに移籍。8月16日のCDナシオナル戦でプリメイラ・リーガデビュー。翌年、ナシオナルに期限付き移籍。
2017年6月29日に4年契約でCSマリティモに移籍。
2021年6月24日、SLベンフィカに移籍。
2022年12月29日、コリチーバFCに移籍。